# Харино (Гайнский район)
Харино — посёлок в Гайнском районе Пермского края. Входит в состав Гайнского сельского поселения. Располагается юго-восточнее районного центра, посёлка Гайны. Расстояние до районного центра составляет 6 км. По данным Всероссийской переписи населения 2010 года, в посёлке проживало 823 человека (392 мужчины и 431 женщина).

## Местоположение
Находится в 5 км от райцентра — посёлка Гайны. Расположен на правом берегу реки Кама.

## История
Название происходит от фамилии Харин. Известен с 1886 года, когда посёлок был ещё небольшой деревней с 15 дворами. Население было неграмотное, расписываться умели только те, кто отбыл солдатчину и плавил плоты.
К 1925 году в деревне насчитывалось 21 крестьянское подворье. Жители деревни — Дегтянниковы и Базуевы — исповедовали старообрядческую веру. В деревне был молельный дом, по будням жители деревни собирались там, а в праздники ходили молиться в деревню Васькино или Елёво к одноверцам.
До Октябрьской революции населённый пункт Харино входил в состав Гаинской волости, а в 1927 году — в состав Даниловского сельсовета. По данным переписи населения 1926 года, в посёлке насчитывалось 30 хозяйств, проживало 148 человек (70 мужчин и 78 женщин). Преобладающая национальность — коми-пермяки.
В 1926 году Камское речное пароходство поставило в затон на зимовку три парохода и несколько барж. Рабочих водников реквартировали в крестьянских домах в деревнях Харино и Федорово. На следующую зимовку караван уже увеличился, водники прибыли с семьями, потребовалась для детей школа, которая была открыта в Федорово, в крестьянском пятистенном доме. С детьми водников в школу пошли и мальчики местных крестьян. Первой учительницей в этой школе была жена рабочего-водника Нина Попова. Так в 1927 году зародилась Харинская школа.
Пароходство приложило много сил и стараний для создания хороших условий производства и быта рабочих-водников, построили мастерские, кузницу, школу, контору, два общежития в двухэтажном исполнении и клуб. Крестьяне Харино и рядом расположенных деревень стали приобщаться к культуре.
В 1929 году был организован колхоз «Ударник». В колхоз объединились деревни: Харино, Федорово, Степаново, Михалево, Агафоново и Роднилог, два хутора — выселки. Центром хозяйства стал посёлок Харино.
К 1937 году колхоз окреп. Экономическому укреплению способствовали администрация и партийная организация коллектива водников. На смену коллективу водников в Харино пришли сплавщики. В 1940 году хозяйство затона было передано Верхне-Камской сплавной конторе.
Посёлок расширил свои границы. В бывшей маленькой деревне выросла 8-летняя двухэтажная школа, организован сельский Совет народных депутатов, почтовое отделение и медицинский пункт, клуб, четыре магазина, столовая.
После войны в посёлке жили не только коми-пермяки, но и немцы, украинцы, белорусы, среди них А. М. Плескач, И. И. Рупп, семья Коломейцев, Курделей и т. д.
По данным на 1 июля 1963 года, в посёлке проживало 994 человека. До конца 1962 года населённый пункт входил в состав Даниловского сельсовета, а в 1963 году посёлок вошёл в состав Гайнского поселкового совета.
| Национальности | 1926  | 1926  |
| Национальности | число | %     |
| -------------- | ----- | ----- |
| Всего          | 148   | 100   |
| коми-пермяки   | 139   | 93,91 |
| русские        | 8     | 5,40  |
| прочие         | 1     | 0,67  |